# Słancy
Słancy (ros Сланцы) – rosyjskie miasto w obwodzie leningradzkim, nad Plussą, siedziba administracyjna rejonu słancewskiego. 
Ośrodek wydobycia i przeróbki łupków bitumicznych, a także przemysłu materiałów budowlanych (cementownia) i spożywczego.
W latach 1926-27 na terenach między Narwą a Plussą odkryte zostały złoża łupków bitumicznych. W związku z budową zakładów wydobywczych i przetwórczych w latach 30. utworzono osiedle robotnicze Słancy (dosł z ros. łupki). W 1949 roku otrzymało prawa miejskie.